# 김경호 (가수)
김경호(1971년 6월 7일 ~ )는 대한민국의 록 음악 가수이다.

## 약력
- 김경호는 대한민국의 전라남도 목포시에서 아나운서 부부의[2] 2남 중 막내로 태어나 중학교 때 순천시로 이주하여 자랐다.
- 김경호의 형으로는 2살 터울의 김기호씨가 있는데 2019년 심장마비로 별세[3]했다.
- 그는 목포에서 초중고를 졸업하였으며 1989년 고등학교 2학년 재학 당시이던 1989년 KBS 청소년 창작가요제에서 〈꿈 그리고 사랑〉으로 동상을 수상하였다.
- 1991년 MBC 대학가요제에서 <긴 이별>으로 동상을 수상하였다.

- 1994년 10월, 1집 〈마지막 기도〉로 데뷔하였으나 대중적 주목을 받지는 못하였다.
- 하지만 3년후, 1997년 발매한 2집 타이틀곡 〈나를 슬프게 하는 사람들〉이 MBC 인기가요 BEST 50에서 2주간 1위를, SBS TV 가요 20에서 2주간 1위를, KBS 가요톱10 1위를 차지하며 주목을 받았다.
- 뒤이어 후속곡인 〈금지된 사랑〉까지 공중파 1위 후보에 오르며, 2집 앨범은 총 집계 88만장을 기록하였다.
- 이후에도 3집 〈나의 사랑 천상에서도〉, 4집 〈비정〉, 5집 〈와인〉등을 연이어 히트시키며 메인스트림 록스타로서의 위치를 공고히 하였다.
- 1997년, 1998년 골든 디스크 본상을 수상하였고, 1999년에는 골든 디스크 인기가수상을 수상하였다.
- 또한 2001년 KBS 드라마 명성황후 OST 앨범에 참여하기도 하였다.
- 2006년에 서울신학대학교 실용음악학과 겸임교수를 지냈고 같은 해 2006년에 발병한 대퇴골두무혈성괴사증을 앓고 있었으나, 2008년 7월경 수술을 성공적으로 마친 후 다시 정상적으로 활동하고 있다.

- 2011년 최고의 화제 프로그램 서바이벌 나는 가수다에 출연하며 다시금 존재를 각인시켰다.
- 2013년 2월 22일 4년만에 정규 10집 앨범 <공존 Part 01.Sunset>을 발매하였다.
- 2017년 5월 16일에는 팬들이 기다리던 10집 [공존] Part.2 Episode 1 시간의 숲 앨범을 발매한다.
- 또한 2019년 5월 16일에 팬들이 기다리던 10집 합본 <그대는 아직도 나를 설레게 한다>를 발매하였다.

- 한편, 2014년 11월 13세 연하의 일본인 아내와 결혼했으나 2018년 6월 합의 이혼했다.[4]
- 2024년 5월 20일에는 데뷔 30주년 기념으로 11집 <The Rocker>를 발매하였다.

## 경력 사항
- 2016년~ 동국대학교 평생교육원 실용음악학부 주임교수
- 2011년~ 한국콘서바토리 실용음악과 외래교수
- 2008년~ 연세디지털콘서바토리 실용음악학부 보컬전공 겸임교수
- 2005년~ 서울종합예술전문학교 실용음악예술학부 겸임교수
- 서울예술대학교 실용음악학부 초빙교수
- 한양대학교 경제학과 일과 직업의 세계 특강
- 대불대학교 실용음악학부 초빙교수
- 계명대학교 뮤직프로덕션학과 특강
- 고려대학교 국제교류센터 특강
- 성민대학교 실용음악학부 겸임교수

## 음반 목록

### 정규 음반
- 1집 KIM KYUNG HO (1994년 10월 1일)
- 2집 kim:kyungho 1997 (1997년 6월 6일)
- 3집 00:00:1998 KYUNG-HO KIM (1998년 5월 26일)
- 4집 KYUNG-HO KIM IV (1999년 4월 22일)
- 5집 kim kyungho-5th (2000년 7월 13일)
- 6집 The Life (2001년 8월 10일)
- 7집 Open Your Eyes (2003년 8월 11일)
- 8집 Unlimited (2006년 2월 23일)
- 9집 Infinity (2007년 11월 28일)
- 10집 그대는 아직도 나를 설레게 한다 (데뷔 25주년 기념 앨범) (2019년 5월 16일)
- 11집 The Rocker (데뷔 30주년 기념 앨범) (2024년 5월 20일)

### 비정규 음반
- 7.5집 始作 (데뷔 10주년 기념앨범) (2004년 7월 12일)
- 9.5집 Alive (2009년 6월 25일)
- 10집 共存 Part 01.Sunset (2013년 2월 22일)

### 일본 음반
- Chapter Zero (2009년 4월 10일)

### 디지털 싱글
- 2008년 2월 29일 - Another Story
- 2008년 9월 19일 - 너를 지켜줄거야
- 2008년 10월 9일 - 질주 (애니메이션 은혼 1기 오프닝)
- 2009년 3월 23일 - Fly Away (애니메이션 메타제트 오프닝)
- 2009년 6월 17일 - 비와 당신의 이야기
- 2009년 9월 1일 - 2009년 김경호 밴드 라이브
- 2005년 4월 9일 - 꿈이 있기에 (애니메이션 원피스 7기 오프닝)
- 2010년 10월 18일 - Falling in Autumn Part 1.스치듯 안녕
- 2010년 11월 8일 - Falling in Autumn Part 2.Sad Song
- 2012년 2월 7일 - 하지 못했던 이야기
- 2012년 3월 28일 - 한 모금
- 2014년 5월 7일 - 승리를 원해 2014년 브라질 월드컵송
- 2017년 5월 15일 - 10집 (공존) Part.2 Episode 1 시간의 숲

### 스페셜 음반
- ...Love U[5] (2000년 1월 11일)

### 라이브 음반
- Kim Kyung Ho Live (1998년 3월 9일)
- Kim Kyung Ho Best & Live (2002년 1월 8일)

### 헌정 음반
- 노래를 찾는 사람들 2 (1989년 1월 1일) / 3. 사계
- 김현식 20th Anniversary 1st '비처럼' (2010년 1월 20일) / 5. 어둠, 그 별빛
- 김현식 20주기 헌정앨범 : 비처럼 음악처럼 (2010년 5월 11일) / 5. 어둠, 그 별빛

### 참여 음반
| 1991년 12월 21일 | 91 MBC 대학가요제                                         |                          | 긴 이별 (동상)                                                               |  |
| 1999년 4월 21일  | NOW N NEW                                                 |                          | DISC1-1. 하나되어(Various Artists) DISC2-10. 마지막 기도                     |  |
| 1999년 12월 14일 | 한국 ROCK 다시 부르기                                     | YB                       | 11. 철망 앞에서(Feat.김경호, 김윤아, 김장훈, 박기영, 박완규, 오상우, 임현정) |  |
| 2000년 3월 23일  | First Bridge                                              | 소찬휘                   | 12. 일엽락(一葉落)(Special Guest Vocals 김경호)                              |  |
| 2001년 10월 10일 | DJ처리의 CROSS OVER VOL.1                                 | DJ 처리                  | 10. Under Sea(DJ 처리 신철 Remix)(Song:김경호, Rap:Black Soul Symphony)      |  |
| 2002년 2월 19일  | KBS 드라마 명성황후 O.S.T                                 |                          | 14. If I Leave(Solid)                                                        |  |
| 2004년 4월 1일   | SBS 드라마 2004 인간시장 O.S.T                            |                          | 1. 심판의 날(Gothic Rock) 13. 널 위한 지혜 16. 심판의 날(Baroque Metal)      |  |
| 2005년 4월 6일   | SBS 드라마 그린 로즈 O.S.T                                |                          | 8. Into The Sky                                                              |  |
| 2005년 11월 3일  | Myself                                                    | 이현석                   | 6. 일등(Feat.김경호)                                                         |  |
| 2008년 5월 16일  | 사계                                                      | 노래를 찾는 사람들       | 오월의 노래                                                                  |  |
| 2008년 10월 24일 | EMP                                                       | Eternal Musician Project | 4. 헌신(Feat.김경호)                                                         |  |
| 2010년 9월       | MBC 드라마넷 조선과학수사대 별순검 시즌3 O.S.T            |                          | 5. 질주                                                                      |  |
| 2010년 10월 8일  | 세상 가장 아름다운 사람은 당신이죠                        | 캔                       | 2. 사랑은 라라라(Feat.김원준, 이세준, 최재훈, 김경호, 홍경민)                |  |
| 2011년 5월 26일  | 스타 오디션 위대한 탄생 -Special Stage With Special Guest |                          | 1. 아버지(백청강 With 김경호)                                                |  |
| 2014년 10월 14일 | 악퉁, 김경호 - 연연                                       | 악퉁                     | 연연(Feat.김경호)                                                            |  |
| 2016년 9월 28일  | 사계(노래를 찾는 사람들 앨범)                             | 문승현                   | 사계                                                                         |  |
| 2016년 12월 15일 | 이 산하에                                                 | 김삼연                   | 이 산하에                                                                    |  |
| 2017년 9월 15일  | 2018 평창 동계올림픽 성공개최 기원 올림픽 KOREA 응원가    | 문승현                   | 오월의 노래                                                                  |  |
| 2018년 3월 22일  | PROMISE                                                   | FOURever                 | PROMISE                                                                      |  |
| 2018년 9월 19일  | Radio Star                                                | FOURever                 | Radio Star                                                                   |  |

### 콘서트 비디오
- KIM KYUNG HO LIVE CONCERT~Millennium Rock Concert~ (2000년 2월 28일 발매)
- KIM KYUNG HO BEST LIVE 2002 (2002년 5월 17일 발매)
- KIM KYUNG HO 20TH ANNIVERSARY LIVE CONCERT (2014년 9월 29일 발매)

## TV 출연
- KBS 청소년 창작가요제 (1989년)
- KBS2 가요톱텐 (1995년 5월 17일)
- KBS2 가요톱텐 (1995년 6월 28일)
- KBS2 가요톱텐 (1997년 7월 30일)
- KBS2 가요톱텐 (1997년 8월 20일)
- KBS2 가요톱텐 (1997년 9월 17일)
- KBS2 가요톱텐 (1997년 9월 24일)
- KBS2 가요톱텐 (1997년 10월 8일)
- KBS2 이소라의 프로포즈 (1997년 7월 27일)(부연설명 : 대한민국이 김경호를 제대로 알아본 날)
- KBS2 이소라의 프로포즈 (1997년 9월 21일)
- KBS2 이소라의 프로포즈 (1998년 1월 18일)
- KBS2 이소라의 프로포즈 (1998년 6월 27일)
- KBS2 이소라의 프로포즈 (1998년 8월 22일)
- KBS2 이소라의 프로포즈 (1999년 5월 1일)
- KBS2 이소라의 프로포즈 (1999년 6월 26일)
- KBS2 이소라의 프로포즈 (2000년 7월 22일)
- KBS2 이소라의 프로포즈 (2000년 10월 21일)
- KBS2 이소라의 프로포즈 (2001년 9월 29일)
- KBS2 이소라의 프로포즈 (2002년 3월 16일)
- ??? Star Time Machine (1997년)
- KBS2 뮤직뱅크 (2000년 8월 22일)
- KBS2 뮤직뱅크 (2004년 9월 4일)
- KBS2 뮤직뱅크 (2004년 7월 23일)
- KBS2 뮤직뱅크 (2008년 1월 25일)
- KBS2 뮤직뱅크 (2009년 7월 17일)
- KBS2 윤도현의 러브레터 (2002년 7월 28일, 14회)
- KBS2 윤도현의 러브레터 (2003년 8월 30일, 68회)
- KBS2 윤도현의 러브레터 (2004년 7월 16일, 113회)
- KBS2 윤도현의 러브레터 (2006년 3월 17일, 191회)
- KBS2 윤도현의 러브레터 (2006년 8월 4일, 207회)
- KBS2 윤도현의 러브레터 (2007년 12월 28일, 278회)
- KBS2 윤도현의 러브레터 (2008년 4월 11일, 292회)
- KBS2 비타민 (2003년 8월 31일, 10회)
- KBS2 해피투게더 (2003년 9월 4일, 95회) 책가방토크+쟁반노래방
- KBS2 해피투게더 (2003년 10월 2일) 쟁반극장
- KBS2 해피투게더3 (2013년 3월 21일)
- KBS2 뮤직쇼 하이!5 (2003년 10월 25일)
- KBS2 도전! 주부가요스타 (2003년 10월 11일)
- KBS2 도전! 주부가요스타 (2007년 6월 2일 E600)
- KBS2 TOP 밴드 (2011년 8월 6일)
- KBS2 TOP 밴드 2 (2012년 5월 5일-2012년 10월 13일, E01-E20)
- KBS2 굿모닝 대한민국 (2011년 11월 1일)
- KBS2 생생정보통 (2011년 11월 1일)
- KBS2 생생정보통 (2012년 12월 27일)
- KBS2 세대공감 토요일 (2012년 2월 4일, 106회) - 토요스타 다큐 코너
- KBS2 스타 인생극장 (2012년 2월 13일 - 2월 16일, 1~4회) - 마흔 둘 꿈꾸는 로커 김경호의 樂인생)
- KBS2 유희열의 스케치북 (2012년 3월 2일, 134회)
- KBS2 대국민 토크쇼 안녕하세요 (2012년 6월 11일, 79회)
- KBS2 1 대 100 (2013년 4월 2일, E288)
- KBS2 KBS 8 아침 뉴스타임 (2013년 11월 28일) - 연예 수첩
- KBS2 미스터 피터팬 (2014년)
- KBS1 열린음악회 (1999년 11월 28일)
- KBS1 열린음악회 (2001년 9월 2일)
- KBS1 열린음악회 (2001년 9월 23일)
- KBS1 열린음악회 (2003년 9월 28일)
- KBS1 열린음악회 (2003년 11월 30일)
- KBS1 열린음악회 (2004년 8월 1일)
- KBS1 열린음악회 (2004년 9월 5일)
- KBS1 열린음악회 (2006년 3월 19일)
- KBS1 열린음악회 (2006년 5월 14일)
- KBS1 열린음악회 (2006년 6월 4일)
- KBS1 열린음악회 (2008년 2월 17일, 729회)
- KBS1 열린음악회 (2008년 3월 30일, 735회)
- KBS1 열린음악회 (2009년 2월 15일, 778회)
- KBS1 열린음악회 (2009년 6월 14일, 795회)
- KBS1 열린음악회 (2010년 2월 7일, 827회)
- KBS1 열린음악회 (2011년 8월 14일, 897회)
- KBS1 열린음악회 (2012년 4월 29일, 928회)
- KBS1 열린음악회 (2012년 9월 16일, 944회)
- KBS1 열린음악회 (2012년 10월 28일, 949회)
- KBS1 열린음악회 (2013년 2월 24일, 965회)
- KBS1 열린음악회 (2013년 4월 28일, 973회)
- KBS1 열린음악회 (2013년 9월 29일, 994회)
- KBS1 열린음악회 (2013년 12월 22일, 1005회)
- KBS1 낭독의 발견 - 록커, 베일을 벗다?! (2006년 9월 21일 E129)
- KBS1 사랑의 리퀘스트 (2007년 12월 29일, 492회)
- KBS1 사랑의 리퀘스트 (2008년 3월 29일, 504회)
- KBS1 콘서트 7080 (2008년 1월 19일, 159회)
- KBS1 콘서트 7080 (2008년 4월 26일, 171회)
- KBS1 콘서트 7080 (2009년 3월 8일, 214회)
- KBS1 콘서트 7080 (2013년 3월 24일, 407회)
- KBS1 콘서트 7080 (2014년 6월 22일, 463회)
- KBS1 콘서트 7080 (2015년 1월 18일, 491회)
- KBS1 콘서트 7080 (2015년 5월 23일, 509회)
- KBS1 콘서트 7080 (2016년 2월 27일, 545회)
- KBS1 2012 런던올림픽 승리 기원 "파이팅 코리아" (2012년 7월 22일)
- SBS 점프챔프 (1995년 5월 11일)
- SBS TV가요 20 (1995년 7월 23일)
- SBS TV가요 20 (1997년 7월 27일)
- SBS TV가요 20 (1997년 8월 24일)
- SBS TV가요 20 (1997년 8월)
- SBS TV가요 20 (1997년 9월 7일)
- SBS TV가요 20 (1997년 9월 28일)
- SBS TV가요 20 (1997년 10월 5일)
- SBS TV가요 20 (1997년 10월 19일)
- SBS TV가요 20 (1997년 12월 21일)
- SBS TV가요 20 (1998년 1월 4일)
- SBS TV가요 20 (1998년 1월 11일)
- SBS TV가요 20 (1998년 1월 18일)
- SBS TV가요 20 (1998년 1월 25일)
- SBS 섬머 스타 빅뱅 쇼 (1997년 8월 1일)
- SBS 생방송 충전 100%쇼 (1997년 10월 24일)
- SBS 한밤의 TV연예 (1997년 10월 16일)
- SBS 한밤의 TV연예 (1998년 12월 17일)
- SBS 한밤의 TV연예 (1999년 12월 16일)
- SBS 한밤의 TV연예 (2000년 7월 20일)
- SBS 한밤의 TV연예 (2000년 12월 14일)
- SBS 한밤의 TV연예 (2003년 10월 16일)
- SBS 한밤의 TV연예 (2004년 7월 22일)
- SBS 한밤의 TV연예 (2008년 1월 9일)
- SBS 한밤의 TV연예 (2013년 8월 14일)
- SBS 97 환경 콘서트 내일은 늦으리 (1997년 10월 26일)
- SBS 서울 가요 대상 (1997년 12월 4일)
- SBS 가요대전 (1997년 12월 29일)
- SBS 인기가요 (1998년 6월 7일)
- SBS 인기가요 (1998년 6월 21일)
- SBS 인기가요 (1998년 8월 2일)
- SBS 인기가요 (1999년 5월 2일)
- SBS 인기가요 (2003년 8월 24일)
- SBS 인기가요 (2003년 8월 31일)
- SBS 인기가요 (2003년 9월 21일)
- SBS 인기가요 (2003년 10월 12일)
- SBS 아주 특별한 사랑 (1999년 5월 3일)
- SBS 아주 특별한 사랑 (1999년 7월 26일)
- SBS 아주 특별한 사랑 (1999년 12월 12일)
- SBS 밀레니엄 특집 생방송 비전 2000 쇼 2000 (1999년 12월 31일)
- SBS 웃음을 찾는 사람들 (2003년 9월 6일, 특별출연)
- SBS 실제상황! 토요일 (2003년 11월 8일 - 12월 13일, 1~6회)
- SBS 스타 도네이션 꿈은 이루어진다 (2003년 11월 29일, 47회)
- SBS 이적의 음악공간 (2008년 1월 15일, 49회)
- SBS 설특집 스타! 한소절 대격돌 (2008년 2월 7일)
- SBS 절친노트3 (2009년 10월 9일, 46회)
- SBS 김정은의 초콜릿 (2009년 8월 1일, 65회)
- SBS 김정은의 초콜릿 (2009년 10월 17, 74회)
- SBS 출발! 모닝와이드 (2012년 2월 8일, 5221회)
- SBS 화신 - 마음을 지배하는 자 (2013년 3월 26일 E06)
- SBS 런닝맨 (2014년 1월 5일)
- SBS 런닝맨 (2014년 1월 12일)
- PSB 남궁연의 스튜디오 블루 (1997년 10월 22일)
- MBC 대학가요제 (1991년 12월 21일)
- MBC 대학가요제 (1998년 10월 17일, 특별무대)
- MBC 대학가요제 (1999년 10월 16일, 특별무대)
- MBC 대학가요제 (2000년 10월 21일, 특별무대)
- MBC 대학가요제 (2012년 11월 8일, 심사위원)
- MBC 인기가요 BEST 50 (1997년 6월 28일)
- MBC 인기가요 BEST 50 (1997년 8월 9일)
- MBC 인기가요 BEST 50 (1997년 8월 30일)
- MBC 인기가요 BEST 50 (1997년 9월 6일)
- MBC 인기가요 BEST 50 (1997년 9월 13일)
- MBC 인기가요 BEST 50 (1997년 9월 20일)
- MBC 인기가요 BEST 50 (1997년 9월 27일)
- MBC 인기가요 BEST 50 (1997년 10월 4일)
- MBC 인기가요 BEST 50 (1997년 10월 11일)
- MBC 인기가요 BEST 50 (1997년 10월 18일)
- MBC 인기가요 BEST 50 (1997년 10월 25일)
- MBC 인기가요 BEST 50 (1997년 11월 1일)
- MBC 인기가요 BEST 50 (1997년 11월 8일)
- MBC 인기가요 BEST 50 (1997년 12월 13일)
- MBC 인기가요 BEST 50 (1997년 12월 20일)
- MBC 인기가요 BEST 50 (1998년 1월 3일)
- MBC 한마음 음악회 - 부자유친 (1997년 9월 28일)
- MBC 오늘의 연예토픽 (1997년 10월 7일)
- MBC 오늘의 연예토픽 (1997년 11월 18일)
- MBC 대한민국 영상음반대상 (현 골든 디스크) (1997년 12월 14일)
- MBC 대한민국 영상음반대상 (1998년 12월 5일)
- MBC 대한민국 영상음반대상 (1999년 12월 16일)
- MBC 특종 연예시티 연말특집 (1997년 12월 21일)
- MBC 한국 가요대제전 (1997년 12월 31일)
- MBC 박상원의 아름다운 TV 얼굴 6회 - 스타 모놀로그 (1998년 1월 4일)
- MBC 박상원의 아름다운 TV 얼굴 6회 - 스타 모놀로그 (2000년 8월 5일)
- MBC 특종 오늘의 토픽 (1998년 6월 15일)
- MBC 일요예술무대 (1998년 6월 23일)
- MBC 수요예술무대 (1999년 5월 6일)
- MBC 수요예술무대 (1999년 9월 2일)
- MBC 수요예술무대 (2000년 8월 9일)
- MBC 수요예술무대 (2000년 10월 25일)
- MBC 수요예술무대 (2003년 8월 20일)
- MBC 수요예술무대 (2003년 10월 8일)
- MBC 음악캠프 (1998년 7월 11일)
- MBC 음악캠프 (1999년 5월 15일)
- MBC 음악캠프 (1999년 5월 29일)
- MBC 음악캠프 (1999년 7월 24일)
- MBC 음악캠프 (1999년 8월 7일)
- MBC 음악캠프 (1999년 8월 14일)
- MBC 음악캠프 (2000년 7월 29일)
- MBC 음악캠프 (2000년 9월 2일)
- MBC 음악캠프 (2001년 9월 1일)
- MBC 음악캠프 (2001년 10월 13일)
- MBC 음악캠프 (2001년 11월 17일)
- MBC 음악캠프 (2003년 8월 30일)
- MBC 음악캠프 (2003년 9월 27일)
- MBC 음악캠프 (2003년 11월 1일)
- MBC 가족캠프 뮤직 스테이션 (1999년 4월 17일)
- MBC 가요콘서트 (1999년 5월 8일)
- MBC 가요콘서트 (1999년 6월 12일)
- MBC 가요콘서트 (1999년 8월 28일)
- MBC 일요일 일요일 밤에 - 브레인 서바이벌 (2003년 8월 24일)
- MBC 전파견문록 (2003년 9월 8일)
- MBC 논스톱 4 (2003년 10월 6일, 15회) - '화려한 콘서트' 편 특별출연
- MBC 쇼! 음악중심 (2006년 3월 4일)
- MBC 쇼! 음악중심 (2006년 3월 11일)
- MBC 쇼! 음악중심 (2006년 4월 1일)
- MBC 뉴스 24 (2007년 12월 30일)
- MBC 세상을 바꾸는 퀴즈 (2009년 8월 8일, E18)
- MBC 세상을 바꾸는 퀴즈 (2013년 3월 16일, E194)
- MBC 스타 오디션 위대한 탄생 (2011년 5월 20일, E25) - 스페셜 스테이지 (백청강과 '아버지' 듀엣)
- MBC 스타 오디션 위대한 탄생 시즌3 (2013년 1월 18일, E14) - 특별 심사위원
- MBC 아름다운 이들을 위한 콘서트 (2011년 4월 2일, E19)
- MBC 아름다운 콘서트 (2011년 6월 19일)
- MBC 아름다운 콘서트 (2011년 11월 28일, E24)
- MBC 아름다운 콘서트 (2012년 3월 13일, E39)
- MBC 아름다운 콘서트 (2013년 3월 17일, E80)
- MBC 우리들의 일밤 - 나는 가수다 (2011년 9월 18일-2012년 2월 12일, E1128-E1149)
- MBC 유재석 김원희의 놀러와 (2011년 10월10일, 359회)
- MBC 유재석 김원희의 놀러와 (2011년 12월 26일, 369회)
- MBC 섹션TV 연예통신 (2011년 10월 23일, E598) - 라이징스타
- MBC 생방송 금요 와이드 (2011년 10월 28일, 22회) - 5. 천국과 지옥사이, 나는 가수다!
- MBC 황금어장 라디오스타 (2011년 12월 14일, E261)
- MBC 황금어장 라디오스타 (2011년 12월 21일, E262)
- MBC 황금어장 라디오스타 (2014년 1월 1일, E360)
- MBC 생방송 오늘 아침 (2011년 12월 13일, 1388회)
- MBC 뉴스데스크 (2011년 12월 17일)
- MBC MBC 방송연예대상 (2011년 12월 29일)
- MBC 댄싱 위드 더 스타 시즌3 (2013년 3월 8일-2013년 5월 31일, E01-E13)
- MBC 황금어장 무릎팍도사 (2013년 5월 30일, E26)
- MBC 추석특집 나는 가수다 명곡 BEST 10 (2013년 9월 18일)
- MBC 컬투의 베란다쇼 (2014년 2월 18일)
- MBC 별바라기 (2014년 7월 24일, 6회)
- MBC 미스터리 음악쇼 복면가왕 (2016년 5월 15일 ~ 2016년 5월 22일, E59-E60) - 램프의 요정
- M-net M-net ??? (1995년)
- M-net M-net 음악여행 (1997년)
- M-net M-net Go M-net Go (1997년 9월)
- M-net M-net 대축제 (1997년 11월 10일)
- M-net 클럽 m.net (1997년 11월 11일)
- M-net Livenlive (1999년 1월 17일)
- M-net 리듬천국 (1999년 4월 29일)
- M-net 메가콘서트 (2000년 8월 31일)
- M-net 생생도시락쇼 (2000년 9월 8일)
- M-net 가요발전소 2000 (2001년 8월 16일)
- M-net shocking M (2003년 9월 12일)
- M-net shocking M (2003년 10월 10일)
- M-net 도전! 이동노래방 (2003년 10월 9일)
- M-net Quiz Plus (2003년 10월 18일)
- M-net Just Live (2003년 11월 22일)
- M-net M Countdown (2008년 1월 17일)
- M-net 마담B의 살롱 (2008년 4월 13일, 2회 3부)
- M-net 윤도현의 Must (2012년 4월 14일, E39)
- M-net 윤도현의 Must (2013년 4월 9일, E84)
- M-net 뮤직 트라이앵글 (2013년 3월 27일 E21)
- kmTV kmTV 음악여행 (1995년)
- kmTV kmTV 음악여행 (1995년)
- kmTV kmTV Loving You (1997년)
- kmTV kmTV 골든힛트송 (1997년)
- kmTV 빅콘서트 음악여행 (1997년 9월 13일)
- kmTV 가요대전 (1997년 12월 5일)
- kmTV music TANK (1998년 7월 4일)
- kmTV music TANK (2004년 8월 13일)
- kmTV Mvio Contest (1998년 9월 24일)
- kmTV Loving You (2002년 10월 1일)
- kmTV Mvio Music Festival (2003년 9월 17일)
- kmTV Music Q (2003년 10월 17일)
- kmTV Music Q (2004년 7월 26일)
- kmTV Music Q (2004년 8월 16일)
- kmTV Music Q (2004년 8월 19일)
- kmTV Livefest (2005년 3월 29일)
- Channel[V] 새한 TOP20 인터뷰 (1998년 10월 28일)
- Channel[V] A live (2006년 4월 5일)
- Channel[V] A-LIVE 특별쇼 real live show (2007년 6월 1일)
- 대구 MBC 텔레콘서트 자유 (2000년 10월 25일, 16회) - 김경호 콘서트
- 대구 MBC 텔레콘서트 자유 (2001년 9월 11일, 63회) - 김경호 콘서트
- 대구 MBC 텔레콘서트 자유 (2006년 6월 9일, 291회) – 김경호 콘서트
- MBC 충북 강인원의 작음 음악회 (2000년 11월 21일)
- iTV 윤상의 라이브클럽 (2000년 12월 8일)
- iTV 선택! 행복한아침 (2001년 8월 24일)
- iTV Hifive (2003년 9월 19일)
- iTV 樂바리 클럽 (2003년 9월 21일)
- iTV 젊음의 Music Power (2003년 9월 27일)
- 강릉 MBC 스페셜콘서트 락힙합속으로 (2001년 11월 17일)
- 강릉 MBC 아름다운 음악세상 (2004년 12월 29일)
- KTV 피플투피플 (2003년 9월 5일)
- JTV 임지훈의 예전처럼 (2003년 9월 26일)
- JTV TM 콘서트 시대공감 (2008년 1월 24일)
- CJB 뮤직파워 (2003년 9월 29일)
- 아리랑 TV Showbiz Extra (2003년 10월 29일)
- 채널블루 포켓드라마 (2005년 6월 6일)
- YTN STAR 스타뉴스 (2006년 2월 24일)
- YTN STAR Live Power Music (2007년 12월 15일)
- YTN STAR Live Power Music (2008년 1월 11일)
- YTN STAR Live Power Music (2008년 2월 26일)
- Y-STAR 식신로드 (2013년 4월 27일)
- ETN 연예 스테이션 (2006년 3월 15일)
- ETN 연예 스테이션 (2009년 6월 25일)
- ETN 연예 스테이션 (2009년 7월 23일)
- ETN 연예 스테이션 (2009년 7월 24일)
- ETN 신대철의 MUZ STAGE (2006년 6월 5일)
- SBS MTV Sunny Side 시즌1 (2006년 6월 26일 E12)
- SBS MTV 더 스테이지 빅 플레저 (2013년 4월 3일)
- SBS MTV 더 스테이지 빅 플레저 (2017년 5월 10일)
- 광주 MBC 문화콘서트 난장 (2008년 4월 11일, 53회)
- 광주 MBC 문화콘서트 난장 (2009년 9월 21일, 123회) - 록 보컬리스트 김경호 (Guest : 박완규)
- ubc 열린예술무대 뒤란 (2008년 2월 3일)
- ubc 열린예술무대 뒤란 (2009년 8월 14일)
- ubc 열린예술무대 뒤란 (2011년 10월 7일)
- ubc 열린예술무대 뒤란 (2013년 3월 14일)
- ubc 열린예술무대 뒤란 (2014년 3월 8일)
- ubc 열린예술무대 뒤란 (2014년 5월 31일)
- ubc 열린예술무대 뒤란 (2014년 10월 18일)
- ubc 열린예술무대 뒤란 (2015년 12월 5일)
- ubc 열린예술무대 뒤란 (2016년 5월 28일)
- ubc 열린예술무대 뒤란 (2017년 5월 31일)
- ubc 열린예술무대 뒤란 (2018년 2월 24일)
- ubc 열린예술무대 뒤란 (2019년 1월 12일)
- ubc 열린예술무대 뒤란 (2019년 1월 22일)
- ubc 열린예술무대 뒤란 (2019년 8월 24일)
- ubc 열린예술무대 뒤란 (2019년 10월 18일)
- ubc 열린예술무대 뒤란 (2019년 10월 25일)
- ubc 열린예술무대 뒤란 (2020년 1월 31일)
- ubc 열린예술무대 뒤란 (2020년 3월 6일)
- tvN 오천만의 대질문 (2011년 6월 12일, E06)
- tvN 쇼쇼쇼! (2011년 7월 31일, 2회)
- tvN 코미디 빅리그 (2013년 3월 30일)
- 삼척 MBC 산골 음악회 (2011년 6월 19일, 2회)
- 삼척 MBC 산골 음악회 (2012년 6월 4일)
- 삼척 MBC 쿨썸머 콘서트 (2012년 8월 20일)
- 울산 MBC 썸머 페스티발 (2011년 7월 27일)
- 울산 MBC 썸머 페스티발 (2013년 7월 26일)
- KBS JOY 한여름밤의 콘서트 (2011년 8월 7일)
- KBS JOY 이소라의 두 번째 프로포즈 (2011년 11월 22일, E28)
- 티브로드 정지찬의 위드유 (2011년 8월 19일 E13)
- 손바닥TV M4의 고도리쇼 (2012년 1월 10일)
- MBC MUSIC 개국특집 음악의 시대 (2012년 2월 1일)
- YTN 공감 인터뷰 (2012년 5월 12일)
- YTN 이슈&피플 (2013년 3월 7일)
- 광주 KBS 콘서트 필 (2012년 8월 7일)
- 광주 KBS 콘서트 필 (2013년 7월 22일)
- 전주 KBS 문화공감 나비S (2012년 8월 24일)
- 청주 KBS 레인보우 (2012년 9월 12일)
- OBS 고백 (2012년 11월 9일 E03)
- JTBC 히든싱어 (2012년 12월 28일, E02 김경호 편, 원조가수)
- JTBC 히든싱어 (2013년 4월 6일, E06 김종서 편, 패널)
- JTBC 히든싱어 (2013년 6월 15일, E16 왕중왕전, 패널)
- JTBC 히든싱어 (2013년 6월 22일, E17 왕중왕전, 패널)
- JTBC 히든싱어2 D-7 (2013년 10월 5일, 패널)
- JTBC 히든싱어2 (2013년 10월 19일, E02 신승훈 편, 패널)
- JTBC 히든싱어2 (2013년 11월 16일, E06 윤도현 편, 패널)
- JTBC 히든싱어2 (2013년 11월 30일, E08 남진 편, 패널)
- JTBC 히든싱어2 (2013년 12월 21일, E11 김윤아 편, 패널)
- JTBC 히든싱어2 (2014년 1월 11일, E14 왕중왕전, 패널)
- JTBC 히든싱어2 (2014년 1월 18일, E15 왕중왕전, 패널)
- JTBC 히든싱어3 (2014년 11월 1일, E12 김태우 편, 패널)
- JTBC 히든싱어4 (2015년 11월 7일, E06 소찬휘 편, 패널)
- JTBC 히든싱어4 (2015년 11월 21일, E08 김연우 편, 패널)
- JTBC 히든싱어5 컴백 스페셜 (2018년 6월 10일)
- JTBC 김제동의 톡투유 - 걱정 말아요! 그대 (2015년 12월 20일)
- JTBC 연예특종 (2013년 12월 6일)
- 올리브 TV 서태화의 누들샵 (2013년 4월 22일 E11)
- JSTV 중국 복면가왕 (2015년 9월 6일 ~ 2015년 9월 27일, E08-E11) - 최후의무사 (最後的武士)
- MBC 오! 나의 파트,너 (2020년 1월 10일)

## 라디오 출연

### 게스트 출연
- 1999년 KBS 쿨FM 이본의 볼륨을 높여요
- 2006년 KBS 쿨FM 강수정의 뮤직쇼
- KBS 2FM 윤도현의 뮤직쇼 (2007년 8월 17일, 12월 11일) - 보이는 라디오
- KBS 2FM 슈퍼주니어의 Kiss the Radio (2007년 12월 15일)
- KBS 2FM 슈퍼주니어의 Kiss the Radio (2009년 6월 29일)
- KBS 2FM 안재욱 차태현의 Mr.Radio! (2008년 2월 19일, 3월 4일, 3월 25일, 4월 29일)
- KBS 2FM 테이의 뮤직 아일랜드 (2008년 3월 1일, 3월 8일, 3월 15일)
- KBS 2FM 메이비의 볼륨을 높여요 (2009년 8월 7일, 8월 28일, 9월 4일, 9월 11일, 9월 18일, 10월 16일, 10월 23일)
- KBS 2FM 홍진경의 가요광장 (2009년 6월 26일)
- KBS 2FM 유희열의 라디오천국 (2009년 7월 14일)
- KBS 2R 밤을 잊은 그대에게 소유진입니다 (2009년 7월 14일)
- MBC FM4U 정오의 희망곡 (2007년 12월 14일) - 보이는 라디오
- MBC FM4U 푸른밤 그리고 성시경입니다 (2008년 1월 27일)
- MBC FM4U 박명수의 두시의 데이트 (2009년 10월 4일)
- SBS 러브FM 남궁연의 고릴라디오 (2006년 7월 18일)
- SBS 러브FM 김종진의 브라보 라디오 (2007년 12월 31일)
- SBS 러브FM 유리상자의 뷰티플데이즈 - 보이는 라디오
- SBS 파워FM 최화정의 파워타임 (2006년 3월 28일, 2008년 4월 29일, 134회)
- SBS 파워FM 하하의 텐텐클럽 (2007년 12월 14일) - 보이는 라디오
- SBS 파워FM 두시 탈출 컬투 쇼 - (2008년 2월 1일, 58회 ~ 2009년 10월 29일, 681회, 고정 게스트)
- SBS 파워FM MC몽의 동고동락
- SBS 파워FM MC몽의 동고동락 (2008년 2월 21일, 67회) - 얼레벌레상담소
- SBS 파워FM MC몽의 동고동락 (2008년 3월 18일, 85회) - 대박웃겨라
- SBS 파워FM MC몽의 동고동락 (2008년 4월 1일, 95회) - 사연배틀
- SBS 파워FM MC몽의 동고동락 (2008년 4월 11일, 103회) - 사연배틀
- SBS 파워FM MC몽의 동고동락 (2008년 4월 24일, 112회) - 사연배틀
- SBS 파워FM 송은이 신봉선의 동고동락 (2009년 7월 8일 178회, 7월 28일 196회)
- SBS 파워FM 김창렬의 올드 스쿨 (2009년 7월 20일, 496회) - 고고 스쿨버스
- KBS 김범수의 가요광장 (2013년 6월 24일) - 일일DJ
- SBS 파워FM 케이윌의 영스트리트 (2014년 6월 11일)
- SBS 파워FM 최화정의 파워타임 (2014년 6월 16일, 7월 1일, 7월 8일, 7월 15일, 7월 22일, 7월 29일, 8월 5일)

## 라이브 콘서트 / 행사 / 게스트 목록
- 1996년 6월 21~23일 첫 단독 콘서트 (대학로 라이브극장, 금요일7시30분 토요일4,7시 일요일3,6시)
- 1997년 6월 20~22일 2집 발매기념 콘서트 (대학로 라이브극장 2관)
- 1997년 7월 18~20일 라이브 콘서트 (대학로 라이브극장 1관)
- 1997년 8월 15~17일 라이브 콘서트 (대학로 라이브극장 2관)
- 1997년 9월 18~21일 라이브 콘서트 (대학로 라이브극장 1관)
- 1997년 10월 18일 97 환경 콘서트 (서울잠실주경기장)
- 1997년 10월 25일 윤도현 콘서트 게스트 (연세대학교)
- 1997년 11월 16일 천리안 가족콘서트 (올림픽공원 체조경기장)
- 1997년 11월 19~21일 라이브 콘서트 (대학로 라이브극장 2관)
- 1997년 12월 13일 화이트 콘서트 (휘닉스파크)
- 1997년 12월 24~25일 락 크리스마스 콘서트 (롯데호텔 크리스탈볼룸)
- 1998년 2월 7일 전주 콘서트 (전북학생회관)
- 1998년 3월 28~29일 (대학로 동성고등학교 대강당)
- 1998년 6월 28일 3집 발매기념 콘서트 (세종문화회관 대강당)
- 1998년 7월 12일 전국투어 울산 콘서트 (울산KBS홀)
- 1998년 7월 18일 제주섬문화축제 빅콘서트
- 1998년 7월 23~26일 스탠딩 콘서트 (대학로 라이브극장 2관)
- 1998년 8월 16일 전국투어 대구 콘서트 (경북대학교 대강당)
- 1998년 8월 21~23일 전국투어 서울 콘서트 (연세대학교 백주년기념관)
- 1998년 8월 30일 전국투어 창원 콘서트 (창원KBS홀)
- 1998년 9월 5~6일 전국투어 부산 콘서트 (부산KBS홀)
- 1998년 9월 13일 전국투어 광주 콘서트 (전남대학교 대강당)
- 1998년 9월 17~20일 라이브 콘서트 (대학로 라이브극장 2관)
- 1998년 9월 24일 엠비오 콘테스트
- 1998년 10월 10~11일 전국투어 대전 콘서트 (대전 과학기술원 대강당)
- 1998년 10월 17일 대학가요제 (서강대학교)
- 1998년 11월 7일 톰보이 락 페스티벌
- 1998년 11월 26~29일 라이브 콘서트 (대학로 라이브극장 2관)
- 1998년 12월 24~25일 락 크리스마스 콘서트 (힐튼호텔 컨벤션센터)
- 1999년 2월 14일 발렌타인데이 콘서트 (힐튼호텔 컨벤션센터)
- 1999년 2월 15일 99 젊음의 축제
- 1999년 3월 25일 라이브포에버 콘서트 (대학로 라이브극장 2관)
- 1999년 5월 9일 4집 발매 기념콘서트(올림픽공원 지구촌공원)
- 1999년 5월 15일 드림콘서트
- 1999년 6월 26일 청주KBS 개국 54돌 기념 '99한여름밤의 락 페스티벌'
- 1999년 7월 3일 정동 문화예술회관 콘서트
- 1999년 7월 12일 전국투어 부산 콘서트 (부산KBS홀)
- 1999년 8월 15일 전국투어 경주 (경주현대호텔 컨벤션홀)
- 1999년 8월 21일 에버랜드장미원 수재민돕기 록얼라이브 콘서트
- 1999년 8월 27일 가요콘서트 (부천 실내체육관)
- 1999년 8월 28일 전국투어 수원 콘서트 (수원 문예회관)
- 1999년 8월 30일 무안 연꽃 축제
- 1999년 9월 3일 예술의전당 (야외음악당)
- 1999년 9월 11일 99밀레니엄 락콘서트 (연세대학교)
- 1999년 9월 14일 마산대 축제
- 1999년 9월 17일 부천 경민대 축제(SBS 기쁜 우리 젊은날 공개방송)
- 1999년 9월 19일 전국투어 인천 콘서트 (인천종합문화예술회관)
- 1999년 9월 29일 MBC 가요제 부산지역 예선 guest (동명정보대)
- 1999년 10월 1일 하드락 카페
- 1999년 10월 2일 전국투어 춘천 콘서트 (강원대 백령문화관)
- 1999년 10월 3일 서강 C.H.A.N,C.E 자선 콘서트
- 1999년 10월 6일 동아대 축제
- 1999년 10월 7일 중앙대 축제
- 1999년 10월 8일 TJB 가요앨범, MBC 별밤 공개방송 (대덕대학)
- 1999년 10월 9일 처용축제 (울산)
- 1999년 10월 16일 대학가요제 (경희대학교)
- 1999년 10월 18일 고양시민 문화대축제
- 1999년 10월 23일 전국투어 청주 콘서트
- 1999년 10월 27일 안양과학대 축제
- 1999년 10월 31일 전국투어 제주 콘서트
- 1999년 11월 5일 박기영 공연 게스트
- 1999년 11월 6일 이은미 공연게스트
- 1999년 11월 9일 CBS 공개방송 (수원 농촌진흥청 야외잔디마당 특설무대)
- 1999년 11월 20일 전국투어 안동 콘서트 (안동대학교)
- 1999년 11월 26일 이현석Guest (대학로 SH클럽)
- 1999년 11월 27일 마루공연 Guest (대전 라이브극장)
- 1999년 12월 16일 영상음반대상 시상식 (세종문화회관)
- 1999년 12월 24일 락 크리스마스 콘서트 (올림픽공원 펜싱경기장)
- 2000년 1월 15일 대구 콘서트
- 2000년 1월 23일 광주 콘서트
- 2000년 2월 20일 부산 콘서트
- 2000년 2월 26일 인천 콘서트
- 2000년 5월 18일 광주 락페스티벌 행사
- 2000년 5월 27일 5.18 민주항쟁 20주년 기념 폐막제 Rock2000 (전남대학교 운동장)
- 2000년 7월 17일 부산 국제페스티벌 (광안리)
- 2000년 7월 23일 경주 콘서트
- 2000년 7월 30일 소요 락페스티벌 (동두천 어등레포츠공원)
- 2000년 8월 12일 창원 Asian 뮤직 페스티벌 (창원 종합운동장)
- 2000년 8월 17~19일 5집 발매기념 콘서트 (서울 양재동 교육문화회관)
- 2000년 8월 31일 메가콘서트 (양재)
- 2000년 9월 7일 인천 앵콜콘
- 2000년 9월 9일 PBC 청소년 거리축제
- 2000년 9월 16일 대구 콘서트
- 2000년 9월 23일 수천 콘서트
- 2000년 10월 14일 대전 콘서트 (충남대학교)
- 2000년 10월 21일 대학가요제 (이화여자대학교)
- 2000년 10월 22일 파워콘서트 (용인 에버랜드)
- 2000년 12월 25일 락 크리스마스 콘서트 (올림픽공원 체조경기장)
- 2001년 1월 6일 김현식 10주년 추모콘서트
- 2001년 2월 11일 박화요비 콘서트 게스트 (정동이벤트홀)
- 2001년 7월 30일 홍경민의 자유선언, RED 콘서트 락 페스티벌 (롯데월드)
- 2001년 8월 25일 6집 발매기념 콘서트 (장충체육관)
- 2001년 8월 31일 별이 빛나는 밤에 공개방송
- 2001년 9월 1일 사랑의 헌혈 메가콘서트 (잠실 주경기장)
- 2001년 9월 24일 세종가요제 (여주 세계도자기 엑스포)
- 2001년 10월 20일 수원 콘서트 (아주대학교 체육관)
- 2001년 10월 23일 국군방송위문열차 40주년 특집공연
- 2001년 12월 22일 WAX 콘서트 게스트 (쉐라톤 워커힐)
- 2001년 12월 24일 락 크리스마스 콘서트 (등촌동 88체육관)
- 2001년 12월 27일 imbc 디지털 콘서트
- 2002년 3월 16일 비갠후 콘서트 게스트 (대학로 라이브1관)
- 2002년 4월 28일 경주 행사
- 2002년 5월 13일 영진전문대학 축제
- 2002년 5월 18일 대구 계명대학교 축제
- 2002년 6월 21일 월드컵 축제 한중 슈퍼콘서트
- 2002년 9월 26일 천안 호서대학교 축제
- 2002년 9월 27일 김포대학교 축제
- 2002년 10월 5일 방송통신대학 축제
- 2003년 2월 14일 경북과학대학교 OT공연
- 2003년 5월 14일 전주교육대학교 축제
- 2003년 5월 16일 부산해양대축제
- 2003년 5월 21일 영산대학교 축제
- 2003년 5월 22일 한양대학교 축제
- 2003년 5월 31일 안동정보대학교 축제
- 2003년 8월 7일 울산서머페스티벌
- 2003년 8월 15일 제주서머페스티벌 (제주 종합경기장)
- 2003년 10월 11일 리바이스 150주년 기념 락콘서트 (잠실종합운동장)
- 2003년 10월 14일 광주KBS 61주년 기념 한마음 콘서트
- 2003년 10월 26일 서울 콘서트 (경희대학교 평화의전당)
- 2003년 12월 27일 서울 콘서트 (어린이대공원 돔아트홀)
- 2004년 5월 1일 리바이스 150주년 기념 락페스티벌
- 2004년 동국대학교 축제
- 2004년 5월 28일 성남 기능대학교 축제
- 2004년 6월 2일 KBS2 월드컵 2주년 특별공연 '우리다시 하나되어'
- 2004년 7월 24일 7.5집 발매기념 콘서트
- 2004년 7월 30일 울산 서머페스티벌 (운수축구장)
- 2004년 8월 5일 제 1회 대한민국음악축제 록페스티벌
- 2004년 8월 7일 대구 락페스티벌
- 2004년 8월 9일 한여름밤의 해변축제 (제주도)
- 2004년 8월 14일 전주 콘서트
- 2004년 10월 7일 성균관대학교 축제
- 2004년 10월 9일 부산 외국어대학교 축제
- 2004년 12월 31일 2004 에필로그 (어린이대공원 돔아트홀)
- 2005년 2월 28일 송담대학교 축제
- 2005년 5월 12일 안산공과대학 축제
- 2005년 6월 5일 mbc IWC 기념콘서트 (문수경기장)
- 2005년 7월 28일 2005 남해 서머페스티벌 (상주해수욕장)
- 2005년 10월 2일 대구 반월당 '컬러풀 대구' 락페스티벌
- 2006년 3월 10일 8집 발매기념 콘서트
- 2006년 4월 8일 전영혁의 음악세계 20주년기념 (KBS홀)
- 2006년 5월 24일 순천향대학교 축제
- 2006년 5월 26일 서경대학교 축제
- 2006년 6월 9일 충청남도민 문화축제 (당진운동장)
- 2006년 6월 13일 2006 월드컵 토고전 승리기원 '다시한번 대한민국'
- 2006년 6월 30일 익산 시민콘서트
- 2006년 7월 1일 GM 대우 Winstorm Festival
- 2006년 8월 18일 통영 해변 음악회
- 2006년 9월 동아대학교 축제
- 2006년 9월 충대 중문거리 공연
- 2006년 9월 4일 전주 대학가요제
- 2006년 9월 29일 2014평창동계올림픽 유치기원 콘서트
- 2006년 10월 관동대학교 축제
- 2006년 10월 13일 대학축제
- 2006년 10월 21일 Live experience 2
- 2007년 5월 6일 윤여규 3집 쇼케이스 게스트
- 2007년 5월 11일 한중대학교 축제
- 2007년 5월 14일 고려대학교 축제
- 2007년 5월 16일 관동대학교 축제
- 2007년 5월 21일 순천향대학교 축제
- 2007년 6월 30일 제1회 아름다운 자선콘서트 (동대문구체육관)
- 2007년 7월 17일 박완규 팬미팅 게스트
- 2007년 8월 17일 동두천 락 페스티벌 (소요산)
- 2007년 8월 26일 The 11th Sony Dream Day (분당 중앙공원)
- 2007년 9월 16일 중국 텐진TV 오디션 프로그램
- 2007년 12월 대명 비발디파크 행사
- 2007년 12월 17일 일본 동경 콘서트
- 2008년 2월 16일 Valentine Infinity 콘서트 (악스홀)
- 2008년 3월 30일 80's night 1회 (Club sky high)
- 2008년 4월 12일 창원 콘서트 (창원KBS홀)
- 2008년 4월 22일 유리상자 콘서트 게스트
- 2008년 4월 25일 대학로콘서트 (대학로 라이브극장)
- 2008년 4월 26일 대학로콘서트 (대학로 라이브극장)
- 2008년 4월 27일 대학로콘서트 (대학로 라이브극장)
- 2008년 5월 유리상자 콘서트 게스트
- 2008년 5월 3일 일본 동경 콘서트
- 2008년 5월 5일 일본 오사카 콘서트
- 2008년 5월 21일 문화와 예술이 있는 서울광장
- 2008년 5월 24일 북경올림픽 자선콘서트
- 2008년 6월 6일 광주-대전 야구경기
- 2008년 6월 14일 부산 콘서트 (부산KBS홀)
- 2008년 9월 5일 홍경민 콘서트 게스트 (대학로SH홀)
- 2008년 9월 28일 80's night 7회 (Club sky high)
- 2008년 10월 17일 충청남도 첨단과학축전 (호서대학교)
- 2008년 10월 20일 시민음악회 (시민광장)
- 2008년 10월 26일 Pride of Rock (고양어울림누리)
- 2008년 11월 23일 Pride of Rock (부산KBS홀)
- 2008년 11월 30일 80's night 8회 (Club sky high)
- 2008년 12월 20일 홍경민 콘서트 게스트 (성균관대학교 600주년기념관)
- 2008년 12월 24일 락 크리스마스 콘서트 (건국대학교 새천년관)
- 2009년 1월 30일 신년음악회 '열광 2009' (용인시 문화예술원)
- 2009년 3월 14일 전주 콘서트 (전북대학교 삼성문화회관)
- 2009년 4월 25일 울산 콘서트 (울산 KBS홀)
- 2009년 5월 10일 Hi Seoul 페스티벌
- 2009년 6월 18일 9.5집 발매기념 콘서트 (홍대 롤링홀)
- 2009년 6월 24일 김성환 신지의 TBS 한마음 콘서트 (충무아트홀)
- 2009년 6월 19일 대한민국 가수축제
- 2009년 7월 25일 서울 콘서트 (연세대학교)
- 2009년 8월 2009컬투쇼 게스트 (마포아트센터)
- 2009년 8월 9일 양구 국제평화 락 페스티벌 (청소년 수련관 특설무대)
- 2009년 8월 29일 부산 콘서트 (부산 KBS홀)
- 2009년 9월 26일 Let's SPRIS rock vol.3 (용산 전쟁기념관)
- 2009년 9월 28일 부활 콘서트 게스트 (이화여고 100주년 기념관)
- 2009년 12월 24일 락 크리스마스 콘서트
- 2009년 10월 11일 공주 신상옥 청년영화제
- 2009년 10월 17일 전주 콘서트
- 2009년 10월 28일 대학 축제
- 2009년 12월 12일 대구 콘서트 (대구 보건대학교)
- 2009년 12월 18일 부활 콘서트 게스트 (코엑스 오디토리움)
- 2009년 12월 24일 락 크리스마스 콘서트 (양재동 L타워 그랜드홀)
- 2009년 12월 31일 광주 콘서트 (김대중 컨벤션센터)
- 2010년 1월 19일 김현식 20주년 프로젝트
- 2010년 1월 22일 YTN 김현식 20주년 프로젝트 '비처럼 음악처럼' 제작발표회
- 2010년 1월 23일 MBC LIFE 김현식 20주년 프로젝트 '비처럼 음악처럼' 제작발표회
- 2010년 3월 28일 80's night 17회 (Club sky high)
- 2010년 4월 3일 진해 천자암 봄눈음악회
- 2010년 5월 7일 관절 건강 작은 콘서트 자선공연 (강서구민회관)
- 2010년 6월 5일 김현식 20주기 추모콘서트 (연세대학교)
- 2010년 7월 8일 문화와 예술이 있는 서울광장 TBS 락 페스티벌
- 2010년 7월 25일 보령 머드 락 페스티벌
- 2010년 8월 22일 제23회 수원 여름 음악 축제
- 2010년 8월 29일 청소년을 위한 축제 (수원 인계예술공원)
- 2010년 9월 18일 15th YU 락 페스티벌 (영남대학교 노천강당)
- 2010년 12월 11일 광락 김경호 콘서트 (대전 한남대학교)
- 2010년 12월 24일 락 크리스마스 콘서트 (건국대학교 새천년관)
- 2011년 3월 18일 현대백화점 일산킨텍스점 행사
- 2011년 5월 6일 소극장 콘서트 (홍대 브이홀)
- 2011년 5월 7일 소극장 콘서트 (홍대 브이홀)
- 2011년 5월 14일 Metal Honey vol.1 게스트 (KT&G 상상마당)
- 2011년 5월 19일 오케스트라&락 콘서트
- 2011년 5월 28일 콘서트신호등 게스트 (홍대 브이홀)
- 2011년 6월 1일 유리상자 콘서트 게스트 (현대백화점 유플랙스)
- 2011년 6월 5일 유리상자 콘서트 게스트 (현대백화점 목동점)
- 2011년 6월 8일 유리상자 콘서트 게스트 (현대백화점 압구정본점)
- 2011년 6월 9일 유리상자 콘서트 게스트 (현대백화점 천호점)
- 2011년 6월 17일 유리상자 콘서트 게스트 (현대백화점 중동점)
- 2011년 6월 17일 플라워 콘서트 게스트 (충무아트홀)
- 2011년 6월 21일 유리상자 콘서트 게스트 (현대백화점 일산킨텍스점)
- 2011년 6월 29일 유리상자 콘서트 게스트 (현대백화점 신촌점)
- 2011년 7월 1일 소극장 콘서트 (홍대 브이홀)
- 2011년 7월 2일 소극장 콘서트 (홍대 브이홀)
- 2011년 7월 16일 김연우 콘서트 게스트 (경기도문화의전당 행복한대극장)
- 2011년 7월 23일 전국투어 '김경호스러운' 부산 콘서트 (부산벡스코)
- 2011년 7월 29일 울산서머페스티벌
- 2011년 8월 6일 청심뮤직페스티벌
- 2011년 8월 12일 롯데백화점 일산점 행사
- 2011년 8월 17일 롯데백화점 영등포점 행사
- 2011년 8월 18일 롯데백화점 부산광복점 행사
- 2011년 8월 25일 현대백화점 킨텍스점 행사
- 2011년 8월 27일 전국투어 '김경호스러운' 부천 콘서트 (부천실내체육관)
- 2011년 9월 3일 전국투어 '김경호스러운' 대구 콘서트 (대구보건대 인당아트홀)
- 2011년 9월 17일 전국투어 '김경호스러운' 청주 콘서트 (청주실내체육관)
- 2011년 10월 15일 전국투어 '김경호스러운' 울산 콘서트 (KBS울산홀)
- 2011년 10월 20일 신세계백화점 영등포점 행사
- 2011년 10월 28일 프로야구 한국시리즈 (인천문학경기장)
- 2011년 10월 29일 전국투어 '김경호스러운' 천안 콘서트 (남서울대 성암문화체육관)
- 2011년 11월 4일 코리아 문화 예술 체험 축제 (상암난지공원 젊음의광장)
- 2011년 11월 9일 현대백화점 대구점 행사
- 2011년 11월 16일 컨텍인페스티발
- 2011년 11월 19일 전국투어 '김경호스러운' 광주 콘서트 (김대중컨벤션센터)
- 2011년 11월 26일 전국투어 '김경호스러운' 창원 콘서트 (창원KBS홀)
- 2011년 12월 4일 전국투어 '김경호스러운' 부산 콘서트 (부산KBS홀)
- 2011년 12월 10일 전국투어 '김경호스러운' 대전 콘서트 (대전CMB 엑스포아트홀)
- 2011년 12월 16일 힐스테이트 VIP 초청 공연 (양재동 힐스테이트갤러리)
- 2011년 12월 17일 전국투어 '김경호스러운' 일산 콘서트 (일산킨텍스1홀)
- 2011년 12월 24일 락 크리스마스 콘서트 (건국대 새천년관)
- 2011년 12월 31일 전국투어 '김경호스러운' 부천 콘서트 (부천실내체육관)
- 2012년 1월 5일 현대백화점 코엑스점 행사
- 2012년 1월 7일 전국투어 '김경호스러운' 대구 콘서트 (대구 계명문화대학)
- 2012년 1월 14일 전국투어 '김경호스러운' 전주 콘서트 (전북대학교 삼성문화회관)
- 2012년 1월 18일 롯데백화점 파주점 행사
- 2012년 1월 21일 롯데백화점 부산광복점 행사
- 2012년 1월 26일 음악의 시대 (고양아람누리 아람극장)
- 2012년 1월 27일 롯데백화점 김포공항점 행사
- 2012년 1월 28일 대명비발디파크 공연
- 2012년 2월 11일 전국투어 '김경호스러운' 강릉 콘서트 (강릉실내종합체육관)
- 2012년 2월 18일 전국투어 '김경호스러운' 제주 콘서트 (제주아트센터)
- 2012년 2월 25일 전국투어 '김경호스러운' 청주 콘서트 (청주실내체육관)
- 2012년 3월 9일 전국투어 '김경호스러운' 앵콜 서울 콘서트 (블루스퀘어 삼성카드홀)
- 2012년 3월 10일 전국투어 '김경호스러운' 앵콜 서울 콘서트 (블루스퀘어 삼성카드홀)
- 2012년 3월 20일 행복한 '예산'을 여는 새봄 콘서트 (예산문예회관)
- 2012년 3월 25일 김광석 다시부르기 게스트
- 2012년 3월 26일 현대자동차 행사
- 2012년 3월 31일 롯데백화점 평촌점 행사
- 2012년 4월 12일 현대백화점 신촌점 행사
- 2012년 4월 17일 LG생활건강 행사
- 2012년 4월 18일 알리안츠생명보험 행사
- 2012년 4월 19일 현대백화점 미아점 행사
- 2012년 4월 24일 삼성생명 행사
- 2012년 4월 28일 Korean Music Festival (미국 LA 헐리웃보울)
- 2012년 5월 4일 유치원연합회 행사
- 2012년 5월 4일 현대백화점 일산킨텍스점 행사
- 2012년 5월 11일 현대백화점 울산점 행사
- 2012년 5월 19일 전국투어 'Everybody Rock' 인천 콘서트 (인천종합문화예술회관)
- 2012년 5월 26일 전국투어 'Everybody Rock' 춘천 콘서트 (강원대학교 백령아트센터)
- 2012년 5월 30일 여수세계박람회 가요페스타 (여수박람회 천막극장)
- 2012년 6월 5일 김연우 콘서트 게스트 (이화여자대학교 삼성홀)
- 2012년 6월 6일 생일파티 콘서트 (어린이대공원 돔아트홀)
- 2012년 6월 7일 현대아트홀 락페스티발 (삼성동 현대아트홀)
- 2012년 6월 9일 위대한 콘서트 시즌2 - 부활 김경호 박완규 (한국소리문화의전당 야외공연장)
- 2012년 6월 16일 전국투어 'Everybody Rock' 천안 콘서트 (백석대학교 백석홀)
- 2012년 6월 21일 현대백화점 목동점 행사
- 2012년 6월 26일 신세계백화점 광주점 행사 (광주 5.18기념문화센터 민주홀)
- 2012년 6월 23일 전국투어 'Everybody Rock' 안양 콘서트 (안양아트센터 관악홀)
- 2012년 6월 27일 세종시 출범기념 "청년문화의 밤" (연기문화회관)
- 2012년 6월 30일 전국투어 'Everybody Rock' 진주 콘서트 (경남문화예술회관 대공연장)
- 2012년 7월 7일 전국투어 'Everybody Rock' 성남 콘서트 (성남아트센터 오페라하우스)
- 2012년 7월 10일 JTN Live (올림픽공원 체조경기장)
- 2012년 7월 21일 전국투어 'Everybody Rock' 대구 콘서트 (경북대학교 대강당)
- 2012년 7월 26일 공연 (의성문예회관)
- 2012년 7월 28일 영월 동강 축제
- 2012년 8월 3일 부산 국제 락페스티발 (부산 삼락생태공원)
- 2012년 8월 8일 여수세계박람회 엑스포 팝 페스티발 (엑스포 특설무대)
- 2012년 8월 18일 전국투어 'Everybody Rock' 대전 콘서트 (충남대학교 정심화홀)
- 2012년 8월 20일 쿨서머 페스티벌 (삼척MBC 하이원리조트)
- 2012년 8월 25일 전국투어 'Everybody Rock' 원주 콘서트 (치악체육관)
- 2012년 9월 14일 전국투어 'Everybody Rock' 서울 콘서트 (악스홀)
- 2012년 9월 15일 전국투어 'Everybody Rock' 서울 콘서트 (악스홀)
- 2012년 9월 23일 전국투어 'Everybody Rock' 미국 LA 콘서트 (미국 LA Orpheum Theater)
- 2012년 9월 29일 전국투어 'Everybody Rock' 미국 뉴욕 콘서트 (미국 뉴욕 Lehman Center)
- 2012년 10월 6일 전국투어 'Everybody Rock' 수원 콘서트 (경기도문화의전당 행복한대극장)
- 2012년 10월 27일 전국투어 'Everybody Rock' 울산 콘서트 (울산 KBS홀)
- 2012년 11월 10일 전국투어 'Everybody Rock' 의정부 콘서트 (의정부 예술의 전당)
- 2012년 12월 1일 전국투어 'Everybody Rock' 고양 콘서트 (고양어울림누리 어울림극장)
- 2012년 12월 11일 홍천문예회관 기획 공연 (홍천문예회관)
- 2012년 12월 15일 전국투어 'Everybody Rock' 부산 콘서트 (부산시민회관)
- 2012년 12월 24일 락 크리스마스 콘서트 (건국대학교 새천년관)
- 2012년 12월 31일 전국투어 'Everybody Rock' 부천 콘서트 (부천실내체육관)
- 2013년 2월 16일 로맨틱펀치 콘서트 게스트
- 2013년 3월 9일 K리그 개막전
- 2013년 3월 30일 김광석 다시부르기 김천 게스트
- 2013년 4월 7일 롯데백화점 평촌점 행사
- 2013년 4월 12일 '멈추지 않으면 끝나지 않는다' 저자 사인회 (강남 교보문고)
- 2013년 4월 20일 롯데백화점 김포공항점 행사
- 2013년 4월 27일 전국투어 '공존(共存)' 서울 콘서트 (연세대학교)
- 2013년 5월 6일 '멈추지 않으면 끝나지 않는다' 북토크
- 2013년 5월 11일 BMK 콘서트 게스트
- 2013년 5월 11일 동탄꿈드림콘서트
- 2013년 6월 6일 생일파티 콘서트 (이화여자대학교 삼성홀)
- 2013년 6월 9일 로맨틱펀치 콘서트 게스트
- 2013년 6월 14일 함안 락파워콘서트 with 서문탁
- 2013년 7월 13일 전국투어 '공존(共存)' 부산 콘서트 (부산시민회관 대극장)
- 2013년 7월 26일 울산썸머페스티벌
- 2013년 7월 28일 일본 팬미팅 ( 도쿄 신오오쿠보 `K-stage-O!)
- 2013년 8월 14일 신세계백화점 센텀시티점
- 2013년 8월 24일 전국투어 '공존(共存)' 인천 콘서트 (인천종합문화예술회관)
- 2013년 9월 8일 전국투어 '공존(共存)' 성남 콘서트 (성남아트센터 오페라하우스)
- 2013년 9월 26일 힘내라대한민국 한국경제콘서트
- 2013년 9월 28일 서대문 독립민주페스티벌
- 2013년 10월 8일 KB국민은행 공연
- 2013년 10월 19일 전국투어 '공존(共存)' 수원 콘서트 (경기도문화의전당 행복한대극장)
- 2013년 10월 24일 갤럭시 공연
- 2013년 10월 26일 전국투어 '공존(共存)' 대구 콘서트 (대구학생문화센터 대공연장)
- 2013년 10월 31일 락파워콘서트유 with 박혜경 (서산문화회관)
- 2013년 11월 8일 대전교사부부음악회
- 2013년 11월 9일 해인사 대장경문화축제
- 2013년 11월 23일 전국투어 '공존(共存)' 창원 콘서트 (창원 KBS홀)
- 2013년 11월 27일 현대백화점 대구점 행사
- 2013년 12월 7일 더블콘서트 with 화요비, 조장혁 (공주문예회관)
- 2013년 12월 14일 전국투어 '공존(共存)' 전주 콘서트 (전북대 삼성문화회관)
- 2013년 12월 24일 락 크리스마스 콘서트 (세종대 대양홀)
- 2014년 1월 19일 전국투어 '공존(共存)' 일본 동경 콘서트(도쿄 아쿠르트홀)
- 2014년 1월 25일 대명비발디파크 행사
- 2014년 3월 11일 광주드림콘서트
- 2014년 3월 15일 전국투어 '공존(共存)' 안산 콘서트 (안산문화예술의전당)
- 2014년 3월 29일 전국투어 '공존(共存)' 상해 콘서트 (상성상해공원)
- 2014년 3월 30일 임지현 콘서트 게스트
- 2014년 4월 4일 전주 롯데MOOV 콘서트
- 2014년 4월 5일 김광석 다시부르기 고양 공연 게스트 (고양아람누리)
- 2014년 5월 10일 전국투어 '청년, 김경호' 서울 콘서트 (올림픽공원 올림픽홀)
- 2014년 5월 14일 롯데백화점 청량리점 행사
- 2014년 5월 17일 전국투어 '청년, 김경호' 김해 콘서트 (김해문화예술의전당)
- 2014년 5월 22일 롯데백화점 부산점 행사
- 2014년 5월 23일 롯데백화점 일산점 행사
- 2014년 5월 23일 롯데백화점 김포공항점 행사
- 2014년 5월 24일 롯데백화점 중동점 행사
- 2014년 5월 30일 롯데백화점 평촌점 행사
- 2014년 6월 7일 생일파티 콘서트 (홍대 롤링홀)
- 2014년 6월 13일 롯데백화점 영등포점 행사
- 2014년 6월 21일 전국투어 '청년, 김경호' 부산 콘서트 (부산시민회관)
- 2014년 6월 29일 롯데백화점 광복점 행사
- 2014년 7월 6일 전국투어 '청년, 김경호' 인천 콘서트 (인천종합문화예술회관)
- 2014년 7월 12일 부천노동가족음악회 (부천종합운동장)
- 2014년 7월 26일 전국투어 '청년, 김경호' 대구 콘서트 (대구보건대 인당아트홀)
- 2014년 7월 31일 완도 행사 (완도군민체육센터)
- 2014년 8월 9일 제주 콘서트 (제주 라마다 호텔)
- 2014년 8월 16일 전국투어 '청년, 김경호' 중국 위해 콘서트
- 2014년 8월 28일 신세계백화점 마산점 행사
- 2014년 8월 30일 전국투어 '청년, 김경호' 청주 콘서트 (청주문화예술회관)
- 2014년 9월 5일 전국투어 '청년, 김경호' 돌발! 소극장 콘서트 (대학로 동숭홀)
- 2014년 9월 20일~21일 미국 LA 페창가 콘서트
- 2014년 10월 16일 하나드림콘서트
- 2014년 10월 18일 이세준 콘서트 게스트
- 2014년 10월 25일 전국투어 '청년, 김경호' 수원 콘서트 (경기도예술의전당)
- 2014년 11월 2일 순창장류축제 공연
- 2014년 11월 22일 전국투어 '청년, 김경호' 울산 콘서트 (울산KBS홀)
- 2014년 12월 9일 오늘같은밤 콘서트 (부산시민회관)
- 2014년 12월 21일 전국투어 '청년 김경호' 광주 콘서트 (광주문화예술회관)
- 2014년 12월 24일 락 크리스마스 콘서트 (건국대 새천년홀)
- 2015년 2월 28일 전국투어 '청년 김경호' 이천 콘서트 (이천아트홀 대공연장)
- 2015년 3월 28일 전국투어 '청년 김경호' 제주 콘서트 (대명리조트 제주 다이아몬드홀)
- 2015년 4월 11일 보컬 투 라이브 콘서트 (KBS스포츠월드 1체육관)
- 2015년 5월 23일 전국투어 'PASSION21' 서울 콘서트 (상명아트센터 대극장(계당홀))
- 2015년 8월 15일 전국투어 'PASSION21' 대전 콘서트 (충남대학교 정심화홀)
- 2015년 8월 28일~29일 2015 Korea EDM Music Festival (전쟁기념관 평화의광장)
- 2015년 10월 31일 전국투어 'PASSION21' 대구 콘서트 (대구보건대 인당아트홀)
- 2015년 11월 21일 조이올팍 Rock 콘서트 (서울 올림픽 공원 우리금융아트홀)
- 2015년 12월 24일 락 크리스마스 콘서트 (건국대 새천년홀)
- 2015년 12월 31일 전국투어 'PASSION21' 전주 콘서트 (전북대 삼성문화회관)
- 2016년 3월 11일~13일 Air & Rockfest (올림픽주경기장)
- 2016년 3월 19일 전국투어 'KIMKYUNGHO 1997' 돌발! 콘서트 (롯데카드센터 아트홀)
- 2016년 4월 23일 전국투어 'KIMKYUNGHO 1997' 부산 콘서트 (부산시민회관 대극장)
- 2016년 5월 28일 전국투어 'KIMKYUNGHO 1997' 서울 콘서트 (올림픽공원 內 우리금융아트홀)
- 2016년 6월 4일~5일 2016 크로스로드 페스티벌 (난지 한강공원)
- 2016년 6월 18일 전국투어 'KIMKYUNGHO 1997' 안양 콘서트 (안양아트센터 관악홀)
- 2016년 7월 9일 전국투어 'KIMKYUNGHO 1997' 대구 콘서트 (대구 보건대 인당아트홀)
- 2016년 8월 13일 2016 경산 공감 락 페스티벌 (경산실내체육관)
- 2016년 8월 20일 전국투어 'KIMKYUNGHO 1997' 익산 콘서트 (익산 예술의 전당 대공연장)
- 2016년 8월 27일 휘성 거미 김경호의 Summer Dream (충북대학교 소운동장 특설무대)
- 2016년 9월 10일 전국투어 'KIMKYUNGHO 1997' 비밀회담 돌발! 콘서트 (이화여자대학교 삼성홀)
- 2016년 9월 25일 전국투어 'KIMKYUNGHO 1997' 대전 콘서트 (우송예술회관)
- 2016년 11월 12일 전국투어 'KIMKYUNGHO 1997' 광주 콘서트 (광주 김대중컨벤션센터 제 1전시관)
- 2016년 12월 3일 김건모&김경호 슈퍼 콘서트 (창원 성산아트홀 대극장)
- 2016년 12월 10일 롯데카드 프리크리스마스 : 콘서트 동창회 (경희대학교 평화의전당)
- 2016년 12월 24일 락 크리스마스 콘서트 (건국대 새천년홀)
- 2017년 2월 11일 2017 정월대보름 음악회 滿月 노래로 채우다 (군포문화예술회관 수리홀)
- 2017년 3월 4일 전국투어 'KIMKYUNGHO 1997' 제주 콘서트 (제주아트센터)
- 2017년 3월 25일 전국투어 'THE SHOW MUST GO ON' 인천 콘서트 (인천종합문화예술회관 대공연장)
- 2017년 3월 30일 아침음악나들이 1 김경호 모닝 락 콘서트 (고양어울림누리 어울림극장)
- 2017년 4월 8일 전국투어 'THE SHOW MUST GO ON' 대구 콘서트 (대구 보건대 인당아트홀)
- 2017년 5월 13일 전국투어 'THE SHOW MUST GO ON' 서울 콘서트 (경희대 평화의전당)
- 2017년 6월 18일 전국투어 'THE SHOW MUST GO ON' 돌발! 콘서트 (덕후광장) (신한카드 FAN스퀘어 라이브홀)
- 2017년 7월 29일 전국투어 'THE SHOW MUST GO ON' 부산 콘서트 (부산 KBS홀)
- 2017년 9월 2일 전국투어 'THE SHOW MUST GO ON' 대전 콘서트 (우송예술회관)
- 2017년 10월 28일 전국투어 'THE SHOW MUST GO ON' 전주 콘서트 (전북대학교 삼성문화회관)
- 2017년 11월 4일 전국투어 'THE SHOW MUST GO ON' 김해 콘서트 (김해 문화의전당 마루홀)
- 2017년 12월 2일 전국투어 'THE SHOW MUST GO ON' 대구앵콜 콘서트 (대구 보건대 인당아트홀)
- 2017년 12월 17일 전국투어 'THE SHOW MUST GO ON' 광주 콘서트 (광주 문화예술회관 대극장)
- 2017년 12월 23일 락 크리스마스 콘서트 (건국대 새천년홀)
- 2017년 12월 31일 전국투어 'THE SHOW MUST GO ON' 여수 콘서트 (여수 GS칼텍스 예울마루 대극장)
- 2018년 3월 3일 전국투어 'COMBAT' 돌발! 콘서트 (신한카드 FAN스퀘어 라이브홀)
- 2018년 5월 19일 전국투어 'COMBAT' 부산 콘서트 (부산 소향씨어터 신한카드홀)
- 2018년 6월 2일 전국투어 'COMBAT' 서울 콘서트 (연세대학교 대강당)
- 2018년 7월 7일 전국투어 'COMBAT' 베트남 콘서트 (KENTON NODE HOTEL COMPLEX)
- 2018년 8월 25일 전국투어 'COMBAT' 고양 콘서트 (고양 어울림누리 어울림극장)
- 2018년 10월 13일 전국투어 'COMBAT' 청주 콘서트 (청주대학교 석우문화체육관)
- 2018년 11월 3일 전국투어 'COMBAT' 대구 콘서트 (대구 보건대 인당아트홀)
- 2018년 11월 17일 전국투어 'COMBAT' 부천 콘서트 (부천시민회관)
- 2018년 12월 1일 전국투어 'COMBAT' 전주 콘서트 (전북대 삼성문화회관)
- 2018년 12월 22일 락 크리스마스 콘서트 (건국대 새천년홀)
- 2019년 3월 9일 돌발 콘서트 'CHARGING NOW 25%' (신한카드 FAN스퀘어 라이브홀)
- 2019년 3월 14일 김경호 & 정동하 보령 슈퍼 콘서트
- 2019년 3월 22일 김경호 & 박완규 락 파워 슈퍼 콘서트
- 2019년 4월 5일 우리동네 문화인 페스티벌
- 2019년 4월 11일 젊은 외침! 열정 콘서트
- 2019년 4월 18일 아리랑목동 In 강진
- 2019년 5월 10일 CBS 러브 콘서트 In 전주 국제 영화제
- 2019년 5월 12일 양산 웅상회야제
- 2019년 5월 16일 성주 생명 문화축제
- 2019년 5월 24일 김경호 & 소찬휘 LA 콘서트
- 2019년 5월 25일 김경호 & 소찬휘 LA 콘서트
- 2019년 6월 8일 전국투어 '그대는 아직도 나를 설레게 한다' 서울 콘서트 (블루스퀘어 아이마켓홀)
- 2019년 6월 15일 김경호 & 박완규 락 콘서트
- 2019년 6월 22일 아리랑목동 In 인천
- 2019년 7월 2일 아리랑목동 In 화천
- 2019년 7월 13일 One Peace Rock Forever 콘서트
- 2019년 7월 27일 포항 월포 락 페스티벌
- 2019년 8월 2일 정선 하이원 힐링 콘서트
- 2019년 8월 11일 아이스크림 원격교육연수원 슈퍼콘서트
- 2019년 8월 24일 전국투어 '그대는 아직도 나를 설레게 한다' 광주 콘서트 (조선대 해오름관)
- 2019년 9월 5일 인제 청소년 드림하이 콘서트
- 2019년 9월 7일 돌발 콘서트 '발라드를 위한 詩' 언플러그드 콘서트 (성신여대 운정그린캠퍼스 대강당)
- 2019년 9월 21일 전국투어 '그대는 아직도 나를 설레게 한다' 제주 콘서트 (제주한라대학교 한라아트홀 대극장)
- 2019년 9월 28일 서울 수국사 산사음악회
- 2019년 10월 4일 군포 시민의날 기념 음악회
- 2019년 10월 5일 아리랑목동 In 목포
- 2019년 10월 8일 MG 새마을금고 음악회 In 광주
- 2019년 10월 12일 이태원 지구촌 축제 착한 콘서트
- 2019년 10월 17일 아리랑목동 In 과천
- 2019년 10월 19일 부산 오륙도 평화축제
- 2019년 10월 26일 전국투어 '그대는 아직도 나를 설레게 한다' 춘천 콘서트 (강원대학교 백령아트센터)
- 2019년 10월 31일 양동이 올나잇 비어페스타
- 2019년 11월 2일 아리랑목동 In 부여
- 2019년 11월 16일 전국투어 '그대는 아직도 나를 설레게 한다' 부산 콘서트 (부산 MBC 드림홀)
- 2019년 11월 30일 전국투어 '그대는 아직도 나를 설레게 한다' 부천 콘서트 (부천시민회관 대공연장)
- 2019년 12월 6일 대구 현대백화점 미니콘서트
- 2019년 12월 13일 인천 동구 송년콘서트
- 2019년 12월 17일 칠곡 송년콘서트
- 2019년 12월 21일 락 크리스마스 콘서트 (건국대 새천년홀)
- 2019년 12월 26일 의성 송년콘서트
- 2019년 12월 28일 부활 콘서트 게스트
- 2020년 7월 12일 돌발 콘서트 'Safety Zone' (백암아트홀)
- 2020년 11월 7일 전국투어 'Still Wanting You' 서울콘서트 (KBS아레나)
- 2021년 12월 25일 락 크리스마스 콘서트 슈퍼 더블 (광운대학교 동해문화예술관 대극장)
- 2022년 3월 6일 돌발 콘서트 호야와트데이 (신한플레이스퀘어 라이브홀)
- 2022년 6월 18일 전국투어 'Still Wanting You Again' 서울콘서트 (성신여대 운정그린캠퍼스 대강당)
- 2022년 9월 17일 전국투어 'Still Wanting You' 청주콘서트 (청주 CJB미디어센터 에덴아트홀)
- 2022년 12월 24일 락 크리스마스 콘서트 (건국대학교 새천년관 대공연장)
- 2023년 1월 28일 전국투어 'Still Wanting You Again' 대구콘서트 (대구보건대학교 인당아트홀)
- 2023년 4월 1일 돌발 콘서트 '봄이 오는 소리' (대학로 The Good Theater)
- 2023년 8월 5일 전국투어 'Rock Summering' 광주콘서트 (조선대학교 해오름관)
- 2023년 8월 12일 전국투어 'Rock Summering' 부산콘서트 (영화의전당 하늘연극장)
- 2023년 8월 26일 전국투어 'Rock Summering' 서울콘서트 (연세대학교 백주년기념관)
- 2023년 12월 23일 락 크리스마스 콘서트 (건국대학교 새천년관 대공연장)
- 2024년 6월 6일 Fan Meeting & Fansign Event (구름아래소극장)
- 2024년 6월 8일 전국투어 'The Rocker' 전주콘서트 (한국소리문화의전당 모악당)
- 2024년 6월 22일 전국투어 'The Rocker' 서울콘서트 (연세대학교 대강당)
- 2024년 7월 13일 전국투어 'The Rocker' 창원콘서트 (KBS 창원홀)
- 2024년 8월 24일 전국투어 'The Rocker' 부산콘서트 (부산시민회관 대극장)
- 2024년 10월 26일 전국투어 'The Rocker' 고양콘서트 (어울림누리 어울림극장)
- 2024년 12월 7일 전국투어 'The Rocker' 청주콘서트 (청주예술의전당 대공연장)
- 2024년 12월 14일 전국투어 'The Rocker' 광주콘서트 (조선대학교 해오름관)
- 2024년 12월 21일 락 크리스마스 콘서트 (성신여자대학교 운정그린캠퍼스 대강당)
- 2025년 2월 9일 1 To 10 레전드 콘서트, Ep 10 : 김경호 단독 콘서트 (연세대학교 대강당)
- 2025년 5월 10일 전국투어 'My Favorite Rocker' 서울콘서트 (스카이아트홀)

## 수상 내역
- M-net 가요베스트 100곡 1위
- 2000년 11회 서울가요대상 특별상
- 1999년 대한민국영상음반대상 인기상
- 1999년 KMTV 가요대전 최우수 락 가수상
- 1998년 제10회 한국방송 프로듀서상 출연자상 가수부문
- 1998년 대한민국영상음반대상 본상
- 1998년 제9회 서울가요대상 본상
- 1998년 SBS 가요대전 특별상
- 1997년 제8회 서울가요대상 본상
- 1997년 대한민국영상음반대상 본상
- 1997년 KMTV 가요대전 올해의 가수상
- 1997년 M-net 가요베스트27 8주 연속 1위
- 1997년 SBS 가요대전 10대 가수상
- 1991년 MBC 대학가요제 동상(긴 이별)
- 1989년 KBS 청소년 창작가요제 동상(꿈 그리고 사랑)

### 가요 프로그램 1위
| 연도            | 수상 내역 (총 2회) |
| --------------- | --- |
| 1997년 (총 2회) | - 나를 슬프게 하는 사람들 (총 2회) - 9월 27일 MBC 《인기가요 BEST 50》 1위 - 10월 4일 MBC 《인기가요 BEST 50》 1위 (2주 연속) |

## 가수 김경호의 관계
- 이용랑 엄정화랑 이소라랑 이은미랑 신효범과 관계다.